# Estació de Liancourt-Rantigny
L'estació de Liancourt-Rantigny és una estació ferroviària situada al municipi francès de Liancourt, a prop de Rantigny (al departament de l'Oise).
És servida pels trens del TER Picardie.
| Provinença | Estació anterior   | Línia        | Estació següent | Destinació |
| ---------- | ------------------ | ------------ | --------------- | ---------- |
| Amiens     | Clermont-de-l'Oise | TER Picardie | Laigneville     | Paris-Nord |